# Fritz Viegener
Fritz Viegener (* 31. Dezember 1888 in Soest; † 16. Oktober 1976 in Möhnesee-Delecke) war ein deutscher Maler und Bildhauer.

## Leben und Werk
Fritz (Friedrich Franz) Viegener wurde als erstes von sechs Kindern im Haus Grüne Hecke 39 in Soest geboren. Nach dem Besuch der Elementarschule machte er im väterlichen Malergeschäft die Lehre und Ausbildung zum Dekorationsmaler. Nach seinem Militärdienst nahm er die Arbeit im elterlichen Betrieb wieder auf, die er mit der Meisterprüfung abschloss.
Im Ersten Weltkrieg wurde er schwer verwundet. Zurück in Soest, beschäftigte er sich als Autodidakt mit Bildhauerei. Seine erste Arbeit, ein Kopf, datiert aus dem Jahr 1919. 1922 heiratet Fritz Viegener die Witwe von Ernst August Rommel gen. Remmler, die evangelisch getaufte Martha Therese Nottrodt aus Ruhla. Fritz Viegener schrieb rückblickend zu der Heirat: „(…) es kam zum endgültigen Bruch mit dem Elternhaus.“ 1923 besuchte er München. 1924 folgte eine Studienfahrt nach Italien, 1925 ein Studienaufenthalt in Paris.
Neben religiösen Themen, unter anderem Kruzifixe für Kirchen in Soest und der Börde, standen der Mensch und die Börde im Mittelpunkt seines Schaffens. Mitte der 1920er Jahre beschäftigte sich Viegener für eine kurze Zeit mit dem Holzschnitt. Die Themen seiner Holzschnitte: Soest und seine Umgebung, italienische Orte und zahlreiche Köpfe. Dazu biblische Motive und eine Szene aus der Mythologie (Danae mit dem Goldregen).
1932 zeichnete er den „Idiot“ und 1933 schnitzte er einen „Christuskopf“ (Eiche). Er schuf die „Kopfstudie eines Blinden“ (1933, gebr. Ton) und „Der Einhändige“ (1934, glasierter Ton). Im Jahr 1933 gestaltete er für die Außenwand eines Privathauses in Bad Sassendorf eine „Kreuzigungsszene“. Es folgte im gleichen Jahr ein Kruzifix für die Trauerhalle des Osthofenfriedhofs, Soest. Er wurde im Krieg zerstört. 1951 fertigte er in dreiwöchiger Arbeit aus Eichenholz einen neuen Korpus. 1933 gestaltete der Künstler als Außenplastik den „Wilden Mann“, das Wahrzeichen des Soester Marktplatzes. 1935 folgte die Plastik des „Hl. Georg“, im Giebel der Deutschen Bank, ebenfalls am Marktplatz gelegen. Direktor Stratemeier von der Deutschen Bank gab den Auftrag für die Plastik. Der hl. Georg wurde gewählt, weil in der Nähe des Bankgebäudes früher die Georgskirche stand. 1936 schuf Fritz Viegener die Außenplastik des „Jägers von Soest“ am Soester Rathaus. 1934 erarbeitete Fritz Viegener mit einem Kollegen ein Modell für das zukünftige Aufmarschgelände und Messegelände an der Deutschlandhalle. Auftraggeber war das NSDAP-Mitglied des Soester Baurats Günter Schmidt. Der Entwurf des Modells stammte von Schmidt, und „von Fritz Viegener und Kreutzer“ wurde es ausgeführt. Über eine Beziehung zwischen Schmidt/Viegener gibt es keine Angaben. Über Kreutzer findet sich nur „Kreutzer NN (Künstler/Modellbauer)“. 1937 empfahl die Reichskulturkammer der Städtischen Kunstsammlung Soest, die Plastik von Fritz Viegener Nr. 40 Hockende Frau nicht mehr öffentlich zu zeigen. „Im dritten Reich zog er sich zurück.“ Behördlicherseits blieben Aufträge aus. Er nahm jedoch an Ausstellungen teil: „6. Große Westfälische Kunstausstellung in Münster“ – „Junge religiöse Kunst“ (1932, Kunsthalle Düsseldorf) – „Herbstausstellung Westfälischer Künstler“ (1932, Dortmund, im alten Bankhaus am Markt) – „Junge rheinisch-westfälische Künstler“ (1935, Kunsthalle Düsseldorf). Friedrich Wilhelm Heckmanns, der damalige Direktor des Westfälischen Kunstvereins, wies in seiner Eröffnungsrede zum 80-jährigen Geburtstag Fritz Viegeners anlässlich seiner Kunstausstellung darauf hin, dass Fritz Viegener „(…) einer niederträchtigen Diffamierung durch jene faschistische Kulturpolitik nur durch konsequente Arbeit, der das Glück der Anerkennung weniger Freunde zuteil geworden ist, sich hat widersetzen können“.
In den Jahren 1937/38 gestaltete Fritz Viegener mit bildhauerischen, symbolischen Arbeiten das Landhaus des Textilindustriellen Heinrich Pferdmenges „Haus Langmaar“ in Rheydt-Giesenkirchen. Zu der Arbeit an dem Haus hieß es: „Fritz Viegener bringt die Neigung zum Sinnbild von Natur aus mit und als Autodidakt legt er alles nach den aus dem Volke hervorgegangenen Vorstellungen unproblematisch aus.“
1941 wurde Viegener beauftragt, Balkenschnitzereien an dem Haus „Kuhfuß“ an der Marktstraße 7 anzubringen. Dieses Haus war 1940 als erstes Haus in Soest von Bomben zerstört worden. Die Wiedererrichtung im Folgejahr wurde zur Propaganda verwertet. An zwei geschnitzten Hakenkreuzen an dem denkmalgeschützten Gebäude entzündete sich 2004 eine lokale Diskussion. Der Schriftwechsel zwischen dem Provinzialkonservator Rave, dem Architekten Kötter, dem Kreisbaumeister Sievert sowie dem Kreisleiter Ernst gibt Einblick in die damalige Situation.
1942 starb seine in der Zeit des Nationalsozialismus als „Halbjüdin“ geltende Frau, und seine Schwester Maria wurde in Eichberg ein Opfer der Euthanasiemorde. Eine Patientenakte liegt in Münster vor. Einblick in die besondere Situation in Eichberg gibt Warstein.
Mit den 1950er Jahren erhielt er Aufträge, so für die Stadt Herne mit einem Ehrenmal („Trauernde Frau“) in Holz, für die Toten der Stadtverwaltung beider Weltkriege. Es folgten größere Aufträge für Schulen z. B. die Börsinghauser Schule in Herne, für die neue evangelische Volksschule in Warstein eine Außenplastik an der Stirnseite des Gebäudes („Mutter begleitet ihr Kind zur Schule“) und im Innern zwei Brunnenbecken, für die Neheim-Hüster Volksschule in Bergheim den „Gänseliesel-Brunnen“, mit Märchenszenen am Brunnenrand und der Gänseliesel, in Bronze, auf dem Brunnen, für kirchliche Einrichtungen, so 1956 in drei Reihen von Tonreliefs Szenen aus Berufung und Leben der Diakonissen für das Amalie-Sieveking-Haus in Hagen, zu der Zeit Pflegevorschule zur Ausbildung von Pflegevorschülerinnen, und für Kirchen, darunter die große Kreuzigungsgruppe in der evangelischen Pauluskirche in Hagen-Wehringhausen, das Südportal der Petrikirche, das Portal der Thomäkirche und Arbeiten für die Johanneskirche (1964, Altarretabel, Altarleuchter, Seitenwände der Kanzel, Bronzegriffe an der Eingangstür). Nach einer Karenzzeit von 20 Jahren stellte Fritz Viegener 1965 in der Galerie Clasing in Münster aus.
Drei Plastiken Fritz Viegeners stehen im Kurpark von Bad Sassendorf: „Der Schäfer“, „Die Schützende“ und „Die Wasserträgerin“. Nach Modellen, von Fritz Viegener vor Jahren angefertigt, wurden die Arbeiten in den Steinmetzwerkstätten der Firma Berghoff-Schulte (Anröchte) unter der Aufsicht des Künstlers geschaffen.
Seine Brüder waren der Maler Eberhard Viegener und der Fotograf Josef Viegener, dessen umfangreicher fotografischer Nachlass sich heute im LWL-Medienzentrum für Westfalen befindet.
Kurz vor Vollendung seines 88. Lebensjahres erlag Fritz Viegener einem Herzinfarkt. Zu seiner Bestattung kamen Vertreter des Kreises, der Stadt Soest und der Gemeinde Körbecke. Walter Klemann, der frühere Soester Bürgermeister, hob hervor, dass Fritz Viegener unlösbar mit der Stadt Soest verbunden und mit den Menschen der Börde verwachsen war.

## Rezeption
Pastor Girkon, langjähriger Pfarrer an der Wiesenkirche, Soest, beschäftigte sich in den 1920er Jahren eingehend mit dem Werk Fritz Viegeners und urteilte: „Viegeners künstlerische Kraft ist ganz auf das Plastische konzentriert und auch hier ist er besonders auf die Formen gestimmt, in denen die Dreidimensionalität des Raumhaften am stärksten fühlbar wird. Sein plastisches Empfinden hat etwas Elementares, fast Zyklopisches, das auch vor der Darstellung von Gesichtern nicht halt macht, sondern gerade da, wo er stärkste Eindrücke gestalten will, am ungehemmtesten waltet … Es ist nicht verwunderlich, dass Viegener bei solcher plastischen Veranlagung zuweilen ins Kubistische ausgleitet, doch immer nur in Experimenten, in denen er sich selbst ertasten möchte.“ – Knapp formulierte eine Kritik: „Überragend die wundervollen Plastiken Fritz Viegeners. Ein Holzkruzifix von monumental wuchtiger Eindruckskraft, an Barlach gemahnend die durch Schlichtheit ergreifende Haltung einer kleineren Plastik „Pieta“. Porträtköpfe „Arbeiter“, „Alter Mann“ Zeugnisse einer tiefen, großen Menschlichkeit und Güte.“ Der Kunsthistoriker Ossenberg, tätig am Gustav-Lübcke-Museum, Hamm, resümierte 1930 über Fritz Viegener: „Das tiefernste Wollen dieses Künstlers, sein Streben nach einem wirklich starken, innerlichen Ausdrucksstil verdient alle Anerkennung. Erinnerungen an Rodin klingen auf. Immerhin hat man das Gefühl, dass der Künstler sich noch nicht ganz von einer letzten handwerklichen Befangenheit zu befreien vermochte, und dass sein Stilideal – etwa in der religiösen Plastik – noch mehr gedacht als erschaut ist. Die letzte Selbstbefreiung hat er noch zu vollziehen.“ 1931 war über den Künstler in einer Kritik der Kölnischen Volkszeitung zu lesen: „Viegeners Vorwürfe sind vorwiegend religiöser Natur, oder doch aus einer religiösen Haltung her bestimmt. Die Grundstimmung seiner Kunst ist Ehrfurcht. In seinen Plastiken lebt die strenge Feierlichkeit der in frontaler Sicht dargestellten Heiligengestalten der frühmittelalterlichen Wandbilder Soester Kirchen“ – Schmidt, Kulturamtsleiter der Stadt Herne, wies anlässlich der Ausstellung im Volksbildungswerk der Stadt Herne darauf hin, dass Fritz Viegener „immer mit wachem Sinn die Entwicklungsstufen erlebt habe, so dass er sich immer in einem Aufbruch befand, um immer die Gegenwart begreifen zu können … Fritz Viegener habe stets eine sinngerechte Form gesucht.“ – Friedrich Wilhelm Heckmanns betonte in seiner Laudatio anlässlich der Retrospektive zum 80. Geburtstag Fritz Viegeners, dass er „so lebendig und frei schaffen konnte, dass sich die Heiterkeit seines Werkes, die starke Ausdruckskraft so viel eher einprägte, weil er eine Steigerung seines Inhaltes erleben durfte“. Der Redner erinnerte daran, dass Fritz Viegener sich „nur durch konsequente Arbeit auch einer faschistischen Kulturpolitik entgegengestellt“ habe und seine „konsequente Lebensauffassung“ sich in „seiner künstlerischen Gestaltung“ ausdrücke.
Typisch für Fritz Viegener ist der auf das Wesentliche reduzierte Stil, vereinfacht in der Form. Seit den 1950er Jahren war Fritz Viegener auch offen für die abstrakte Kunst. Zu seinen zahlreichen bildhauerischen Arbeiten gehört ein umfangreiches grafisches Werk. Auch hier hat er sich mit der Moderne auseinandergesetzt. Seine Arbeiten sind dem „Informel“ und dem „Surrealismus“ zuzurechnen, mit absurden Bildern einer irrealen Wirklichkeit.

## Trivia
Der lettische Schriftsteller Jānis Jaunsudrabiņš fand über Fritz Viegener Anschluss in seinem neuen Lebensbereich.
Fritz Viegeners „Wasserträgerin“ aus dem Kurpark in Bad Sassendorf wird als Beispiel in einem Unterrichtsentwurf für Physik an einer Berliner Schule angeführt.

## Werke

### Arbeiten im öffentlichen Raum in Soest
- 1926 Peter-Cornelius-Büste[45]
- 1927: Balkenschnitzereien am Haus Franz Kerstin, Brüderstraße 8, im Krieg zerstört[46]
- 1932: Balkenschnitzereien am Haus Nikolaus Müller, Grandweg 16, im Krieg zerstört
- 1933: Wilder Mann Außenplastik und Schnitzarbeiten im Schankraum, Hotel-Restaurant Im Wilden Mann, Markt 11
- 1934: Soester Fehde (5 Kacheln) im Im Osterkamp
- 1934: Balkenschnitzereien für die Rombergsche Mühle, Jakobistraße 31
- 1935: Hl. Georg im Giebel der Deutschen Bank[47]
- 1935: Relief für das Haus Torley, Jakobistraße 41–43
- 1936: Außenplastiken für das Landratsamt, im Krieg zerstört
- 1936: Jäger von Soest Außenplastik am Rathaus[48]
- 1936: Hans Sachs Außenplastik am Schuhhaus Lange, Brüderstraße 32, im Krieg zerstört[49]
- 1940 Holzfiguren, Drogerie zur Rose, Soest[50]

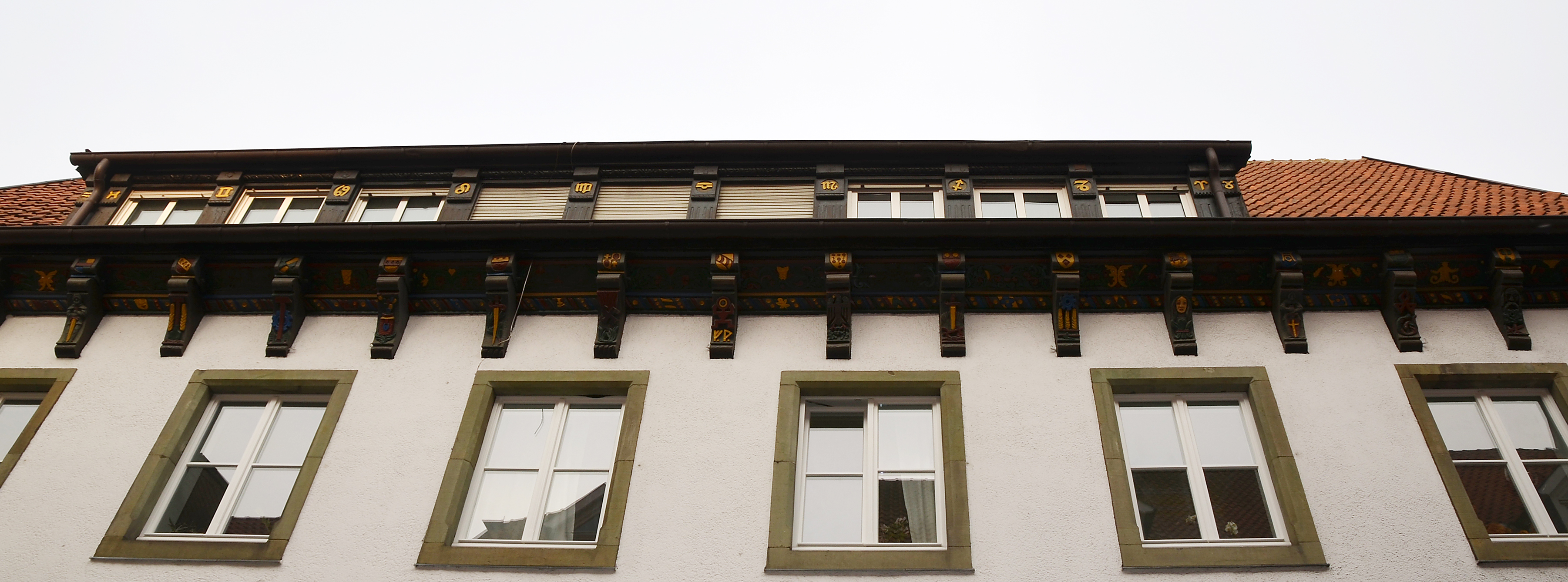
Balkenfries mit Schnitzereien am Haus Kuhfuß in Soest

- 1941: Haus Kuhfuß Balkenschnitzereien am Haus Marktstraße 7[51]
- 1949: Balkenschnitzereien am elterlichen Haus, Jakobistraße 26
- 1951: Bürgermeister Otto Gerhard Klotz Außenplastik am Rathaus[52]
- 1963: Wille, Kraft, Energie (Plastik, Bronze) Theodor-Heuss-Park[53]
- 1969: Tanzende Bären (Plastik, Stein) Grandwegertorgräfte[54]

### Arbeiten im öffentlichen Raum in der Soester Börde
- 1937 Wasserfrau (Brunnenfigur) Körbecke, Brückenstraße
- 1944 Wegkreuz Ense-Bilme, Stüttingshof
- 1953 Mutter begleitet Kind zur Schule (Außenplastik), dazu Brunnenanlagen im Gebäude, Warstein, Johann-Gutenberg-Schule,[55]
- 1974 Schützende Bad Sassendorf, Kurpark
- 1974 Wasserträgerin Bad Sassendorf, Kurpark[56]
- 1974 Schäfer Bad Sassendorf, Kurpark

### Arbeiten in Kirchen
- 1925 Kriegerehrung (Kreuzigungsgruppe) Bad-Sassendorf-Neuengeseke, Ev. Kirche St. Johannes der Täufer[57]
- 1926 Kruzifix für den Patroklidom in Soest[58]
- 1928 Kriegerehrung (Kruzifix) Bad Sassendorf-Lohne, Ev. Kirche St. Pantaleon[59]
- 1958 Altarkreuz für die Stephanuskirche, Recklinghausen-Süd[60]

## Ausstellungen
- 1925: Ausstellung der Kestner-Gesellschaft, Hannover
- 1927: Kunstausstellung Münster[61]
- 1931: Städtische Gemäldegalerie Bochum[62]
- 1932: Junge religiöse Kust, Kunsthalle Düsseldorf
- 1967: Fritz Viegener Delecke/Möhnesee Ausstellung des Volksbildungswerkes der Stadt Herne im Heimathaus des Emschertalmuseums Schloss Strünkede 28. April bis 28. Mai 1967
- 1969: Fritz Viegener, Plastik, Grafik, Wilhelm-Morgner-Haus, Soest
- 1982: Fritz Viegener 1888–1976 Holzschnitte, Gustav-Lübcke-Museum, Hamm
- 2006: Eberhard und Fritz Viegener, Wilhelm-Morgner-Haus, Soest